# Bienvenido Brens
Bienvenido Brens Florimón (* 30. Juli 1925 in Pimentel; † 18. Januar 2007 in Santo Domingo) war ein dominikanischer Musiker und Komponist.
Brens gründete 1944 mit Luis Kalaff und Pablo Molina die Gruppe Los Alegres Dominicanos, mit der er bei Voz Dominicana auftrat. Er komponierte Sons, Walzer, Criollas, Plenas, Guarachas, Merengues, Boleros, Mediatunas, Mangulinas und Danzas wie Al retorno, Apágame la vela, María, La cárcel de Sing Sing, Míl copas, Ninfa del alma, No me abandones, Peregrina sin amor und Tú no recuerdas. Die wichtigsten Interpreten seiner Kompositionen waren Elenita Santos und Carlos Pizarro. Außerdem sangen auch Panchito Riset, Lope Balaguer, Julio Jaramillo, Danny Rivera, Johnny Ventura, Luchy Vicioso, Vinicio Franco und Francis Santana Titel von ihm. Sein Bolero Bendito Amor wurde von Alberto Beltrán uraufgeführt und später von internationalen Künstlern wie den Los hermanos Lago, Leo Marini und dem mexikanischen Trio Los tres diamantes interpretiert. 1973 wurde er von der dominikanischen Regierung mit dem Ritterkreuz des Verdienstordens Duarte, Sánchez y Mella ausgezeichnet.